# 比安基奴斯环形山
比安基奴斯环形山（Blanchinus）是月球正面崎岖的南部中央高地上一座古老的大陨坑，约形成于45.5亿年前－39.2亿年前的前酒海纪，其名称取自十五世纪意大利费拉拉大学民法、教会法、数学及天文学教授暨宫廷占星师乔瓦尼·比安基尼（Giovanni Bianchini，拉丁名：约翰·布兰基努斯 Johannes Blanchinus，1410年－1469年），1935年该名称被国际天文学联合会批准接受。

## 描述

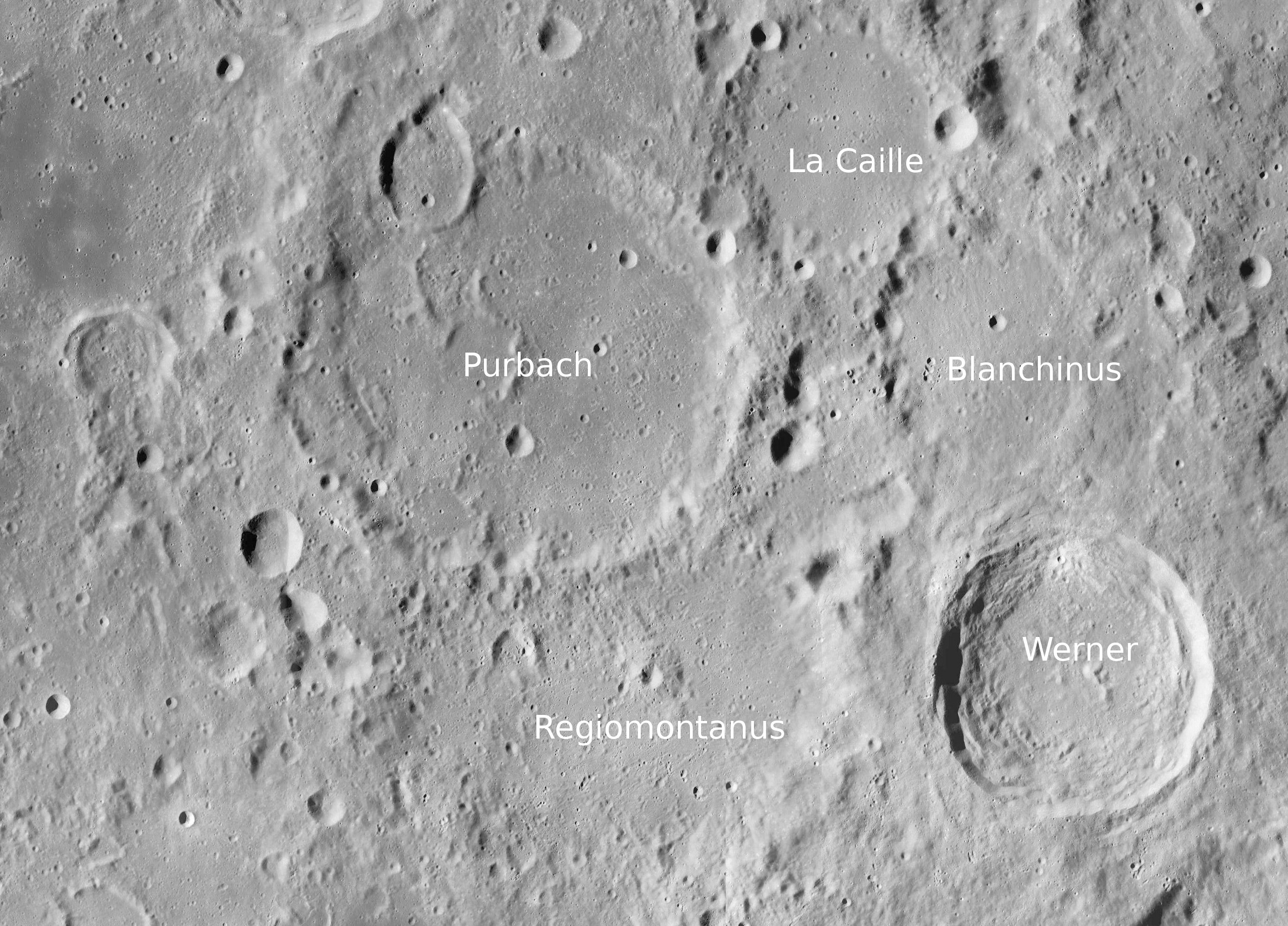
比安基奴斯环形山的周边，月球勘测轨道飞行器拍摄

该陨坑西侧毗邻普尔巴赫环形山、西北靠近拉卡耶环形山、维尔纳环形山位于它的南面、西南坐落着雷乔蒙塔努斯环形山。该陨坑中心月面坐标为25°19′S 2°26′E / 25.32°S 2.44°E，直径59.9公里，深度约2.714公里。
比安基奴斯环形山的外侧壁已被后续的撞击明显侵蚀、损毁，现已变成一圈由崎岖的山丘和山脊构成的外环。坑壁平均高出周边地形1210米，内部容积约3036.92立方公里。坑内底表接近平坦，没有较大的醒目撞击坑，除中心点附近的小卫星坑“比安基奴斯 M”，沿坑底西南散布有少量的细小月坑。
在上弦月前数小时，该陨坑的坑壁上会出现月球 X的视觉现象。

## 卫星陨石坑
按惯例，最靠近比安基奴斯环形山的卫星坑将在月图上以字母标注在它的中心点旁边。

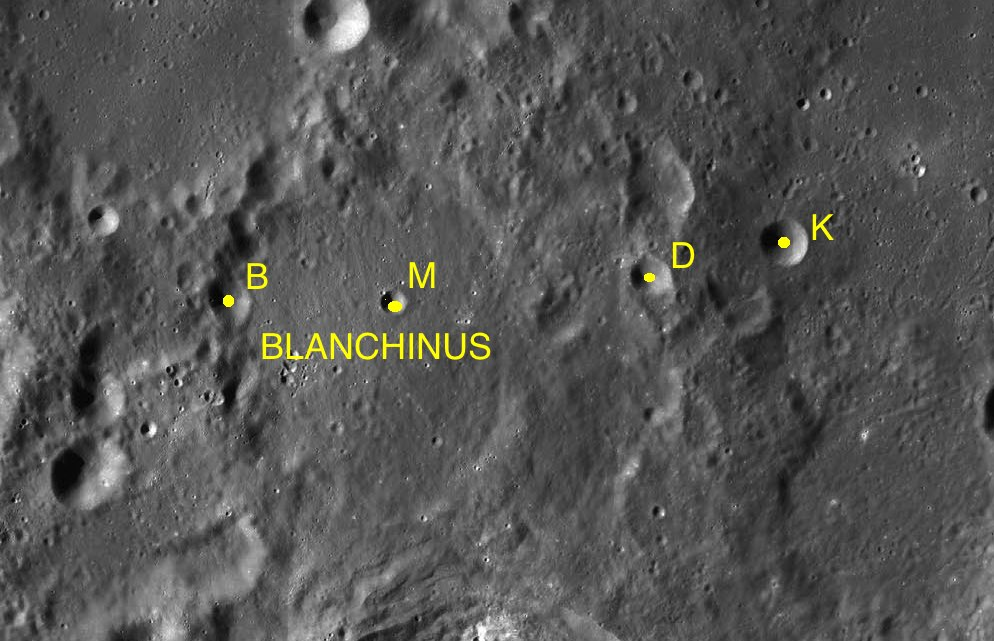
LAC-95 区域图

| 比安基奴斯 | 纬度    | 经度   | 直径   |
| ---------- | ------- | ------ | ------ |
| B          | 25.2° S | 1.6° E | 8 公里 |
| D          | 25.0° S | 4.2° E | 7 公里 |
| K          | 24.8° S | 5.1° E | 9 公里 |
| M          | 25.2° S | 2.6° E | 5 公里 |

## 另请参阅
- Andersson, L. E.; Whitaker, E. A. . NASA RP-1097. 1982.
- Blue, Jennifer. . USGS. July 25, 2007  [2007-08-05]. （原始内容存档于2019-12-13）.
- Bussey, B.; Spudis, P. . New York: Cambridge University Press. 2004. ISBN 978-0-521-81528-4.
- Cocks, Elijah E.; Cocks, Josiah C. . Tudor Publishers. 1995. ISBN 978-0-936389-27-1.
- McDowell, Jonathan. . Jonathan's Space Report. July 15, 2007  [2007-10-24]. （原始内容存档于2019-06-21）.
- Menzel, D. H.; Minnaert, M.; Levin, B.; Dollfus, A.; Bell, B. . Space Science Reviews. 1971, 12 (2): 136–186. Bibcode:1971SSRv...12..136M. doi:10.1007/BF00171763.
- Moore, Patrick. . Sterling Publishing Co. 2001. ISBN 978-0-304-35469-6.
- Price, Fred W. . Cambridge University Press. 1988. ISBN 978-0-521-33500-3.
- Rükl, Antonín. . Kalmbach Books. 1990. ISBN 978-0-913135-17-4.
- Webb, Rev. T. W.  6th revised. Dover. 1962. ISBN 978-0-486-20917-3.
- Whitaker, Ewen A. . Cambridge University Press. 1999. ISBN 978-0-521-62248-6.
- Wlasuk, Peter T. . Springer. 2000. ISBN 978-1-85233-193-1.